# کریستینه بو ینسن
کریستینه بو ینسن (نروژی: Christine Bøe Jensen؛ زادهٔ ۳ ژوئن ۱۹۷۵) بازیکن فوتبال اهل نروژ بود.
وی به‌همراه تیم ملی فوتبال زنان نروژ در بازی‌های المپیک تابستانی ۲۰۰۰ به مقام قهرمانی دست پیدا کرده‌است.